# Anyphaena xiushanensis
Anyphaena xiushanensis là một loài nhện trong họ Anyphaenidae.
Loài này thuộc chi Anyphaena. Anyphaena xiushanensis được miêu tả năm 1991 bởi Da-xiang Song & Zhu.